# Indonesische parlementsverkiezingen 1999
De parlementsverkiezingen in Indonesië in 1999 waren verkiezingen in Indonesië voor de Volksvertegenwoordigingsraad (DPR). Het waren vervroegde verkiezingen tijdens de Reformasi, volgend op de val van het Nieuwe Orde-regime van president Soeharto een jaar eerder. De verkiezingen, gehouden op 7 juni 1999, waren de eerste vrije verkiezingen in Indonesië sinds de parlementsverkiezingen van 1955. Bij de verkiezingen werden 462 van de 500 leden van de Volksvertegenwoordigingsraad gekozen; de overige 38 leden waren vertegenwoordigers van het leger.

## Politieke partijen

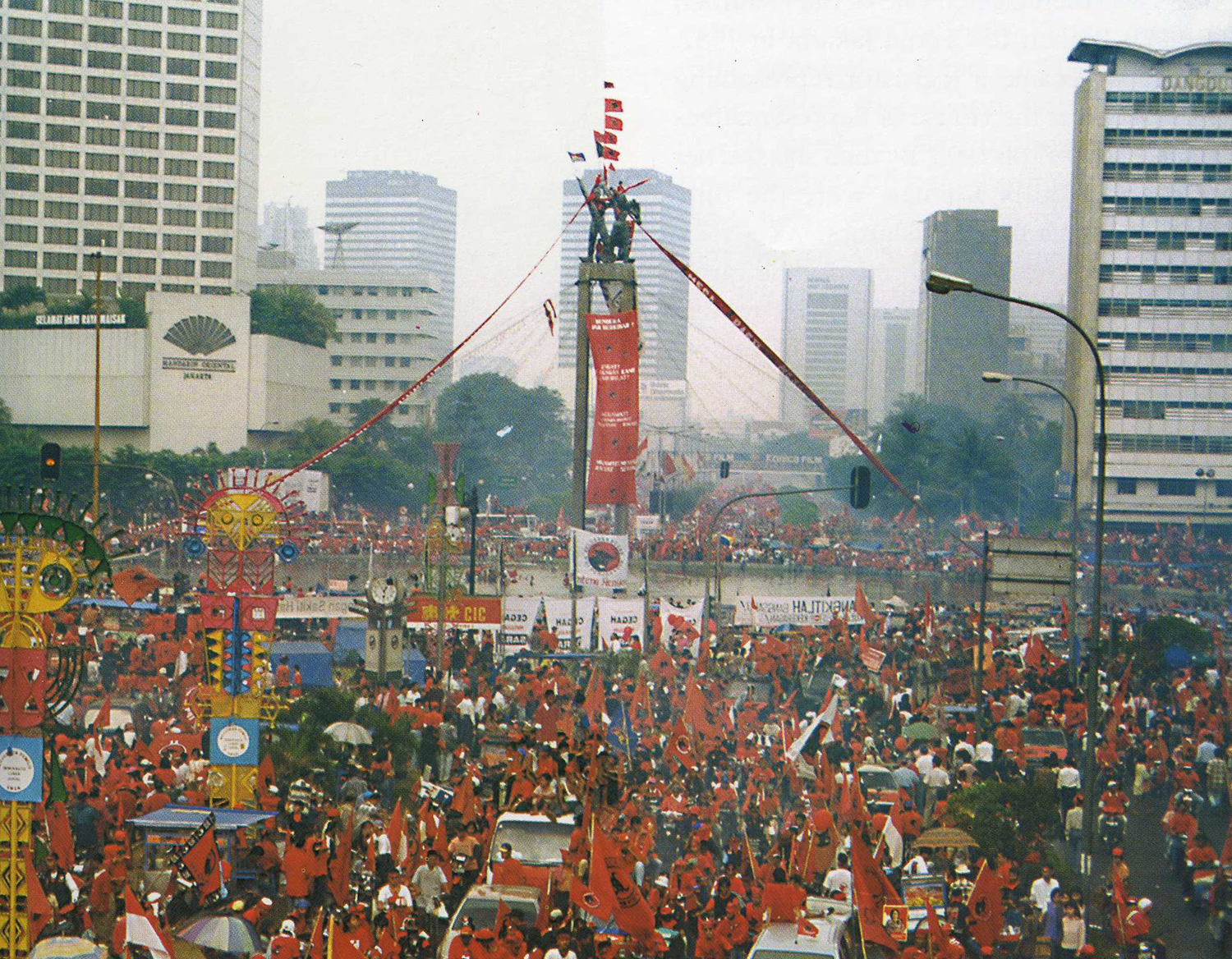
Verkiezingsrally van de Strijdende Indonesische Democratische Partij.

Bij de verkiezingen tijdens de Nieuwe Orde, tot en met de verkiezingen van 1997, waren naast regimebeweging Golkar alleen de twee oppositiepartijen Verenigde Ontwikkelingspartij (PPP) en Indonesische Democratische Partij (PDI) toegestaan. Begin 1999 werd door het Kabinet voor Hervorming van Ontwikkeling een nieuwe 'wet op politieke partijen' ingevoerd. In de nieuwe wet werden nieuwe partijen weer toegestaan, en dat leidde tot de registratie van 148 nieuwe politieke partijen. Uiteindelijk kregen 48 van deze partijen een vergunning voor deelname aan de verkiezingen.
Hoewel de drie bestaande partijen elk meededen aan de verkiezingen, was de positie van de Indonesische Democratische Partij PDI sterk verzwakt. Megawati Soekarnoputri, dochter van oud-president Soekarno, had zich afgesplitst van die partij en de Strijdende Indonesische Democratische Partij (PDI-P) opgericht. De PDI-P won de verkiezingen met overmacht, terwijl de PDI niet verder kwam dan twee zetels.

## Uitslagen
| Partij | Partij                                                                       | Stemmen    | Percentage | Zetels | +/-     |
| ------ | ---------------------------------------------------------------------------- | ---------- | ---------- | ------ | ------- |
|        | Strijdende Indonesische Democratische Partij (PDI-P)                         | 35.689.073 | 33,74      | 153    | nieuw   |
|        | Golkar                                                                       | 23.741.749 | 22,44      | 120    | 205     |
|        | Partij van het Nationale Ontwaken (PKB)                                      | 13.336.982 | 12,61      | 51     | nieuw   |
|        | Verenigde Ontwikkelingspartij (PPP)                                          | 11.329.905 | 10,71      | 58     | 31      |
|        | Nationale Mandaatpartij (PAN)                                                | 7.528.956  | 7,12       | 34     | nieuw   |
|        | Maan en Ster-partij (PBB)                                                    | 2.049.708  | 1,94       | 13     | nieuw   |
|        | Partij voor Rechtvaardigheid (PK)                                            | 1.436.565  | 1,36       | 7      | nieuw   |
|        | Partij voor Rechtvaardigheid en Eenheid (PKP)                                | 1.065.686  | 1,01       | 4      | nieuw   |
|        | Nahdlatul Ummat-partij (PNU)                                                 | 679.179    | 0,64       | 5      | nieuw   |
|        | Eenheidspartij (PP)                                                          | 655.052    | 0,62       | 1      | nieuw   |
|        | Democratische Partij voor Vaderlandsliefde (PDKB)                            | 550.846    | 0,52       | 5      | nieuw   |
|        | Indonesische Islamitische Politieke Partij Masjoemi (doorstart van Masjoemi) | 456.718    | 0,43       | 1      | nieuw   |
|        | Partij voor Volksgeluk (PDR)                                                 | 427.854    | 0,40       | 2      | nieuw   |
|        | Indonesische Nationale Partij (PNI)                                          | 377.137    | 0,36       | 0      | nieuw   |
|        | Indonesische Islamitische Vereniging Partij (PSII)                           | 375.920    | 0,36       | 1      | nieuw   |
|        | Indonesische Nationale Christelijke Partij (Krisna)                          | 369.719    | 0,35       | 0      | nieuw   |
|        | Indonesische Nationale Partij - Marhaenistisch Front                         | 365.176    | 0,35       | 1      | nieuw   |
|        | Indonesische Bhinneka Tunggal Ika-partij                                     | 364.291    | 0,34       | 1      | nieuw   |
|        | Indonesische Democratische Partij (PDI)                                      | 345.720    | 0,33       | 2      | 9       |
|        | Indonesische Nationale Partij - Marhaenistische Massa                        | 345.629    | 0,33       | 1      | nieuw   |
|        | Bond van Ondersteuners van de Indonesische Onafhankelijkheid (IPKI)          | 328.654    | 0,31       | 1      | nieuw   |
|        | Republikeinse Partij                                                         | 328.654    | 0,31       | 0      | nieuw   |
|        | Partij van het Ontwaken van de Gemeenschap (PKU)                             | 300.064    | 0,28       | 1      | nieuw   |
|        | 25 overige partijen                                                          |            |            | 0      | Stabiel |

## Indirecte presidentsverkiezingen
Volgend op de parlementsverkiezingen van juni 1999 warden in oktober 1999 een nieuwe president en vicepresident gekozen door het Raadgevend Volkscongres (MPR), de legislatuur op dat moment bestaande uit de Volksvertegenwoordigingsraad (DPR) met 462 gekozen leden plus 38 benoemde militairen, en 200 overige benoemde militairen en burgers. De 700 MPR-leden kozen op 20 oktober 1999 de president en op 21 oktober de vicepresident. Nadat Megawati Soekarnoputri, als leider van de grootste partij in het parlement, niet als president werd gekozen leidde dat tot demonstraties en rellen in Jakarta. Toen zij een dag later wel als vicepresident werd gekozen waren de rellen voorbij.
Dit waren de laatste indirecte presidentsverkiezingen in Indonesië, waarbij de president werd gekozen door de MPR. In het vervolg waren er directe presidentsverkiezingen, te beginnen met de Indonesische presidentsverkiezingen 2004.

### Presidentsverkiezing
| Kandidaat                         | Kandidaat                         | Partij                                               | Stemmen | Percentage |
| --------------------------------- | --------------------------------- | ---------------------------------------------------- | ------- | ---------- |
|                                   | Abdurrahman Wahid                 | Partij van het Nationale Ontwaken (PKB)              | 373     | 53,98%     |
|                                   | Megawati Soekarnoputri            | Strijdende Indonesische Democratische Partij (PDI-P) | 313     | 45,30%     |
| Ongeldige stemmen                 | Ongeldige stemmen                 | Ongeldige stemmen                                    | 5       | 0,72%      |
| Totaal                            | Totaal                            | Totaal                                               | 691     | 100%       |
| Geregistreerde stemmers / opkomst | Geregistreerde stemmers / opkomst | Geregistreerde stemmers / opkomst                    | 700     | 98,71%     |

### Vicepresidentsverkiezing
| Kandidaat                         | Kandidaat                         | Partij                                               | Stemmen | Percentage |
| --------------------------------- | --------------------------------- | ---------------------------------------------------- | ------- | ---------- |
|                                   | Megawati Soekarnoputri            | Strijdende Indonesische Democratische Partij (PDI-P) | 396     | 57,81      |
|                                   | Hamzah Haz                        | Verenigde Ontwikkelingspartij (PPP)                  | 284     | 41,46      |
| Ongeldige stemmen                 | Ongeldige stemmen                 | Ongeldige stemmen                                    | 5       | 0,73%      |
| Totaal                            | Totaal                            | Totaal                                               | 685     | 100%       |
| Geregistreerde stemmers / opkomst | Geregistreerde stemmers / opkomst | Geregistreerde stemmers / opkomst                    | 700     | 97,86%     |